# Elektracomplex

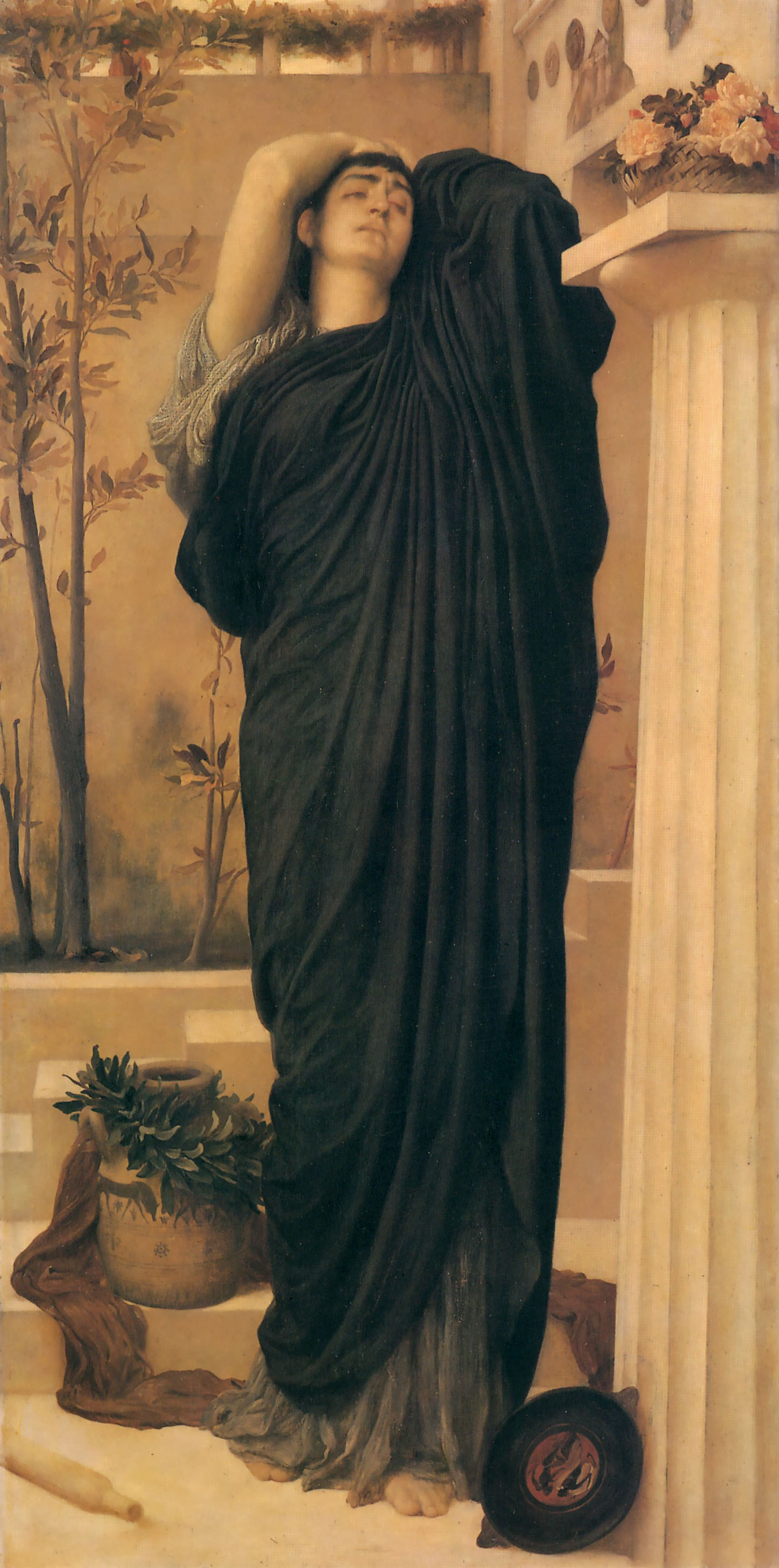
Elektra bij het graf van haar vader Agamemnon, door Frederic Leighton (ca. 1869)

Het elektracomplex is een psychologische visie op de ontwikkeling tot volwassenheid van meisjes. Het elektracomplex wordt gezien als tegenhanger van het oedipuscomplex bij jongens. De naam is afkomstig uit de Griekse mythologie: Elektra was de dochter van Agamemnon, wiens dood zij probeerde te wreken door haar moeder te vermoorden.
Carl Gustav Jung opperde de naam elektracomplex voor het concept dat Sigmund Freud had beschreven als de "vrouwelijke oedipushouding" van jonge meisjes. Volgens Freud is een meisje oorspronkelijk ook aan haar moeder gebonden. Als ze echter ontdekt dat ze geen penis heeft, wordt ze boos op haar moeder en houdt haar daarvoor verantwoordelijk. Ze richt dan haar aanhankelijkheid op haar vader en fantaseert erover zwanger van hem te worden. Ze gelooft dat deze zwangerschap de ontbrekende penis compenseert (deze jaloezie wordt penisnijd genoemd). Ze meent hierdoor een status gelijk aan die van de vader te krijgen. Freud wees de term 'elektracomplex' echter van de hand.
Feministen beschouwen deze theorie over het algemeen als seksistisch. Het uitgangspunt dat vrouwen aan penisnijd lijden, wordt door hen toegeschreven aan het victoriaanse idee dat mannelijke geslachtsorganen beter zijn dan vrouwelijke. Anderen menen dat het in die tijd waar was vanwege grotere seksuele privileges voor mannen, maar dat van penisnijd nu geen sprake meer is voor de meeste vrouwen door het succes van de vrouwenbeweging.
De theorie is enige tientallen jaren in zwang geweest, maar wordt niet langer als serieus psychologisch concept gezien, behalve door aanhangers van Freud en Jung.

## Gerelateerde onderwerpen
- Fallische fase
- Oedipuscomplex